# Jan Gillis
Johannes Baptista (Jan) Gillis (Aarlen, 8 augustus 1893 – Oostende, 25 augustus 1978) was een Belgisch scheikundige en wetenschapshistoricus. Van 1953 tot 1957 was hij rector van de Universiteit Gent.

## Biografie
Jan Gillis werd geboren als zoon van Pauline De Keghel en de militaire geneesheer Louis Henri Gillis. Hij bracht het grootste deel van zijn jeugd door in Gent bij zijn grootvader langs moederskant, een Vlaamsgezinde geneesheer. Gillis studeerde aan het atheneum, eerst in Gent en later in Antwerpen. In 1913 werd hij kandidaat in de natuurwetenschappen, waarbij hij voor een studie scheikunde koos aan de Universiteit Gent.
De academische carrière van Gillis startte met zijn benoeming tot werkleider in het laboratorium van Frédéric Swarts aan de Rijksuniversiteit van Gent. In 1923 werd hij benoemd tot docent, waar hij belast werd met de cursus analytische chemie, zowel in het Nederlands als het Frans. Nadien doceerde hij ook cursussen over analytische elektrochemie, kwantitatieve analyse, analyse der minerale bestanddelen, organische analyse, farmaceutische anorganische chemie en microchemie. Ook doceerde hij methodenleer in de scheikunde. In 1932 werd Gillis benoemd tot gewoon hoogleraar aan de Faculteit Wetenschappen. Van 1936 tot 1937 was hij secretaris van de faculteit en van 1937 tot 1938 deken. Van 1951 tot 1952 was hij secretaris van de Academieraad en het daaropvolgende jaar werd hij tot rector benoemd. Bovendien bekleedde hij de functie van voorzitter van de Raad van Beheer. In 1961 werd hij toegelaten tot het emeritaat.
Naast zijn wetenschappelijk werk als scheikundige, waarbij hij onderzoek verrichtte binnen het gebied van de analytische chemie, publiceerde Gillis - voornamelijk na zijn emeritaat - ook over wetenschapshistorische onderwerpen. Zo schreef hij verschillende studies over George Sarton, Leo Hendrik Baekeland en Friedrich Kekulé. Jan Gillis ontving in 1965 de Gemlin-Beilsteingedenkplaat voor zijn werk over Kekulé.
- Gemeinsame Normdatei: 1044801271
- International Standard Name Identifier: 0000 0000 2714 4849
- Library of Congress Control Number: n87127197
- Système universitaire de documentation: 131795376
- Virtual International Authority File: 53199868
- WorldCat: E39PBJyhfW84k6TYQGmBy4QrMP